# كلوفز
كايتي دونستان (ولدت في 16 فبراير، 1996) معروفة بإسمها الفني كلوفز أو Cloves ، هي مغنية وكاتبة أغاني أسترالية[1].

## الخلفية

### حياتها المبكرة وذا فويس
ولدت في 16 فبراير 1996. بدأت دونستان في الغناء في سن الثالثة عشر مع أختها في الحانات المحلية والمشارب. كتبت أغنيتها الأولى في سن الحادية عشرة. ظهرت في الموسم الثاني من برنامجذا فويس النسخة الأسترالية في عام 2013، حيث غنت أغنية «براند نيو كي» للمغنية ميلاني أثناء تجربة الأداء.

### 2015- حتى الآن
في 2015، تحت اسم كلوفز بمعنى القرنفل الذي أستلهمته من رحلتها لبالي، أصدرت أول أغنية لها بعنوان Frail Love ثم أصدرت أول ألبوم لها بعنوان XIII. أغنيتها «دونت فورقت أباوت مي» ظهرت موسيقى تصويرية لفيلم أنا قبلك[3] قامت بالأداء في مهرجاني الموسيقى الكوتشيلا ولولابالوزا في عام 2016. في نوفمبر 2016 أصدرت كلوفز أغنية «بيتر ناو». كما أن أغنيتها Everybody's Son ظهرت في الحلقة 20 من الموسم السابع من مسلسل يوميات مصاص دماء. أصدرت أغنية «كاليفورنيا نمب» في مايو 2017. 

## وصلات خارجية
- كلوفز على موقع ميوزك برينز (الإنجليزية)
- كلوفز على موقع أول ميوزيك (الإنجليزية)
- كلوفز على موقع ديسكوغز (الإنجليزية)
- كلوفز على موقع ديسكوغز (الإنجليزية)
- Official website